# Удем
Удем (нем. Uedem) — община в Германии, в земле Северный Рейн-Вестфалия.
Подчиняется административному округу Дюссельдорф. Входит в состав района Клеве. Население составляет 8,4 тыс. человек (2009); в 2000 г. — 8,2 тысяч. Занимает площадь 60,94 км².
Коммуна подразделяется на 4 сельских округа.

## Население
| Год  | Численность |
| ---- | ----------- |
| 2010 | 8218        |

| Год  | Численность | Численность |
| ---- | ----------- | ----------- |
| 1975 | 6507        | [ 4 ]       |
| 2017 | 8188        | [ 1 ]       |
| 2019 | 8281        | [ 5 ]       |
| 2021 | 8362        | [ 6 ]       |
| 2022 | 8513        | [ 7 ]       |
| 2023 | 8454        | [ 2 ]       |

## Личности
- Герман Грёэ (* 1961) — политик, генеральный секретарь ХДС (2009—2013), министр здравоохранения (2013—2018).